# Бібліотека Іллінойського університету в Урбана-Шампейні
Бібліотека Іллінойського університету в Урбані-Шампейні (англ. University of Illinois Urbana-Champaign University Library) — бібліотечна система, друга за величиною університетська бібліотечна колекція в Сполучених Штатах: 13 млн томів; 9 млн мікрофільмів; 120 тис. періодичних видань; 148 тис. аудіозаписів; 930 тис. аудіовізуальних матеріалів; 280 тис. електронних книг; 12 тис. фільмів; 650 тис. карт .

## Головна будівля бібліотеки
Головна будівля бібліотеки була збудована у 1924—1929 роках за проєктом архітектора Чарльз А. Платта у стилі георгіанського відродження. Будівлю бібліотеки було внесено до Національного реєстру історичних місць 11 серпня 2000 року. Головна бібліотека — одна з одинадцяти будівель у стилі георгіанського відродження з червоної цегли, спроектованих Платтом у рамках його генерального плану кампуса. На головному (східному) фасаді є триповерховий головний вхід з вапняковими арками та зелений шиферний дах з поряд із одинадцяти мансардних вікон та чотирма високими димарями. Хоча університетські бібліотеки зазвичай проектувалися так, щоб бути монументальними центрами уваги у своїх кампусах, Платт натомість розмістив Головну бібліотеку в недомінантному положенні на периферії того, що згодом стало Південним квадратом. Однак важлива роль бібліотеки в університетському житті виявляється в її величезних розмірах. Його високі аркові вікна нагадують бібліотеку Святої Женев'єви та Бостонську публічну бібліотеку.
Вестибюлі головної бібліотеки, читальні зали та читальна зала на другому поверсі зберегли свої ретельно опрацьовані історичні риси. У читальній залі є 27 вітражів із друкованими знаками епохи Відродження, а стіни центральної сходової клітки прикрашені чотирма фресками Баррі Фолкнера. Функціональні приміщення та другорядні зони інтер'єру бібліотеки, які спочатку були облаштовані простіше, ніж громадські приміщення, все ще зберігають своє первісне дерев'яне оздоблення.

## Історія
У 1868 році перший президент університету Іллінойсу Джон Мілтон Грегорі особисто придбав 644 томи для створення бібліотеки. До 1880 року у бібліотеці зберігалося 12 500 томів, але на рубежі століть колекція зросла до 70 000 томів. 1897 року бібліотека переїхала зі свого колишнього приміщення в Університетському холі до нещодавно повністю добудованої бібліотечної зали (пізніше перейменованої в Альтгельд-хол). Однак нова будівля швидко перестала відповідати потребам студентського населення, що швидко зростало. У 1912 році президент університету Едмунд Дж. Джеймс оголосив про амбітний план розширення колекції до мільйона томів та будівництва нової будівлі бібліотеки. Джеймс уявляв бібліотеку, яка могла б змагатися з бібліотеками «великих німецьких академічних інститутів».
До 1909 року університет вже розглядав можливість розширення кампуса на територію на південь від Головного двору. План, складений 1919 року університетським професором Джеймсом М. Вайтом передбачав створення нового південного двору з новою бібліотекою на його західному краї. У час економічного процвітання, яке Іллінойс переживав у бурхливі двадцяті роки, законодавчі збори штату взяли на себе зобов'язання профінансувати велику будівельну кампанію в університеті. 1923 року Іллінойський університет найняв ландшафтного архітектора Чарльза А. Платта для перегляду генерального плану та проектування нової будівлі. План Платта для кампуса був розроблений в архітектурному стилі георгіанського відродження, популярному на той час.
Будівництво Головної бібліотеки почалося 1924 року. Раніше на цьому місці розташовувалися тенісні корти та жіноче поле. Бібліотеку побудували в три етапи. Після завершення будівництва 1929 року будинок мав форму «цифри 8» із двома закритими внутрішніми дворами. Крило з книжковими стелажами прилягало до бібліотеки із західного боку. Бібліотеку навмисно побудували далеко від центру кампуса, на відміну від традиційного планування кампуса, щоб дозволяло будівлі розширюватися. Таке розширення справді виявилося необхідним; фонди бібліотеки зросли з 649 924 томів 1926 року до мільйона томів 1935 року. Щоб вмістити колекцію бібліотеки, що постійно розширюється, в період з 1939 по 1984 рік у крило книжкових стелажів додали ще чотири добудови. Північний фасад бібліотеки розширили на захід у 1962—1964 роках у тому самому стилі, що й первісна споруда. Для розміщення обладнання кондиціювання повітря у 1966—1968 роках до південно-західного кута бібліотеки прибудували підвальну прибудову.

## Структура
- Служби централізованого доступу
- Бібліотека історії, філософії та газет
- Відділ історії Іллінойсу та колекцій Лінкольна
- Бібліотека міжнародних та регіонознавчих досліджень
- Бібліотека літератури та мов
- Бібліотека мап
- Бібліотека рідкісних книг та рукописів
- Дослідницькі та інформаційні служби
- Наукові комунікації та видавнича
- Бібліотека соціальних наук, охорони здоров'я та освіти
- Університетські архіви

## Спеціальні фонди
Бібліотека рідкісних книг і рукописів (RBML) в Іллінойсі придбала архів Гвендоліни Брукс у 2014 році, що відображає її роль у просуванні літературних досліджень та просвітницької діяльності. ВІдділ рідкісної книги також зберігає архів Карла Сендбурга, і в 2013 році бібліотекарі виявили раніше невідомі вірші серед паперів поета. Крім того, Бібліотека рідкісних книг і рукописів зберігає особисті архіви французького письменника Марселя Пруста; англійських письменників Джона Мільтона, Герберта Веллса та Ентоні Троллопа; англійського політика Бенджаміна Дізраелі; олімпійця та колишнього президента Міжнародного олімпійського комітету Ейвері Брендейджа.
Колекція історії Іллінойсу та Лінкольна в Університетській бібліотеці зберігає та робить доступною велику колекцію документів та публікацій, що стосуються як шістнадцятого президента Сполучених Штатів, так і історії штату Іллінойс. [Серед інших відомих колекцій Університетська бібліотека містить потужні слов'янські та східноєвропейські колекції, а також великі колекції з таких різноманітних сфер, як музика, література, історія, мапи, наука та серійні видання.[47], тобто періодичні видання, такі як журнали, газети та газети, а також щорічники.